# Igreja Matriz de Nossa Senhora da Luz (Gaula)
A antiga igreja foi mandada construir por D. Manuel I em 1509 e possuía um sino de 117 quilos oferecido por Dom João V, esta que sofreu ao longo dos anos diversos reparos causados pelo tempo e até pelo terramoto de 1848. Até que ardeu num incêndio em 1964, devido ao sucedido foi então construída a nova igreja ocupando o mesmo lugar da antiga, é de realçar que os seus custos foram maioritariamente suportados pelos gauleses residentes.
A festa em honra da Nossa Senhora da Luz é celebrada todos os anos no domingo da semana do dia 8 de setembro e é nesse dia que sai à rua na procissão a imagem de Nossa Senhora da Luz, carregada de ouro, sendo um reflexo das promessas e doações submetidas a esta santa padroeira.

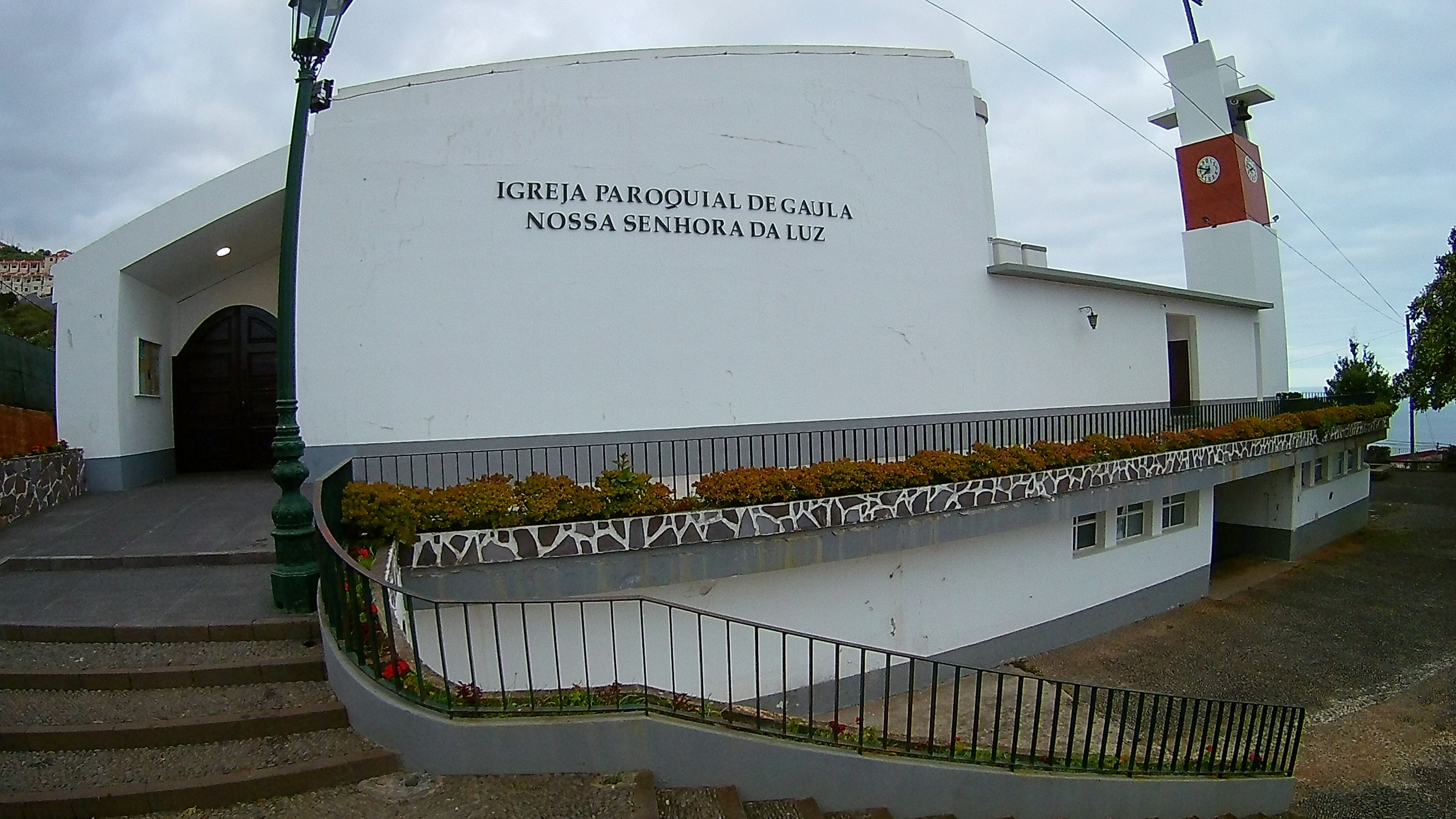
Fachada da Igreja de Nossa Senhora da Luz (Gaula)

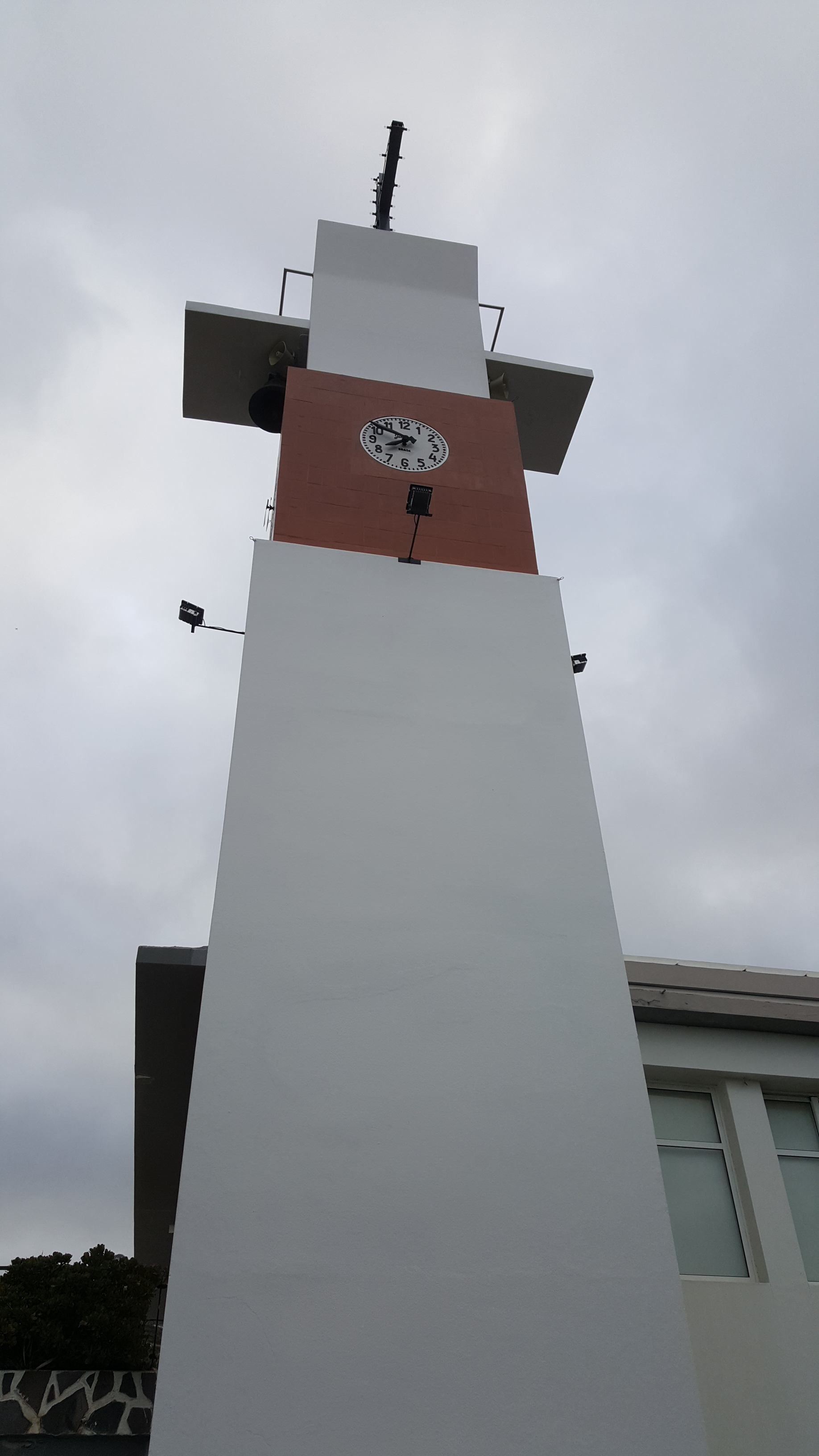
Torre Relógio da Igreja